# Rezerwat przyrody Rotuz
Rotuz – ścisły rezerwat przyrody zlokalizowany w województwie śląskim na granicy miejscowości Chybie i Zabrzeg koło Czechowic-Dziedzic, w Dolinie Górnej Wisły, na południe od Jeziora Goczałkowickiego. Leży na terenie gmin Chybie i Czechowice-Dziedzice. Ochroną objęto tu torfowisko przejściowe z roślinnością bagienną, z fragmentami torfowisk niskich i wysokich oraz fragmentami boru bagiennego i boru wilgotnego.

## Historia
Badania przyrodnicze opisywanego terenu prowadzone były już w połowie lat 30. XX w. przez naukowców związanych wówczas z Muzeum Śląskim w Katowicach, Andrzeja Czudka i Anielę Kozłowską, natomiast po wojnie przez Krzysztofa Jędrzejko, Henryka Klamę i Janusza Żarnowca.
Rezerwat o charakterze florystycznym został utworzony Zarządzeniem Ministra Leśnictwa i Przemysłu Drzewnego z dnia 30 grudnia 1966 r. na powierzchni 21,24 ha, był jednak kilkukrotnie powiększany i obecnie zajmuje 40,63 ha. Ponadto wokół rezerwatu utworzono strefę ochronną – otulinę o powierzchni 136,29 ha.

## Flora
Według danych z połowy lat 90. XX w. roślinność rezerwatu reprezentowana jest przez 7 zespołów i 4 zbiorowiska roślin naczyniowych oraz 3 zespoły i 4 zbiorowiska roślin zarodnikowych. Największą powierzchnię zajmują zbiorowiska torfowisk przejściowych: mszar przygiełkowy i pło mszarno-wełniankowe. Do osobliwości rezerwatu należy wysokotorfowiskowy mszar kępowo-dolinkowy. W strefach przejściowych między torfowiskami a lasem rozwijają się zbiorowiska leśne i zaroślowe: śródlądowy bór wilgotny, bagienny bór trzcinnikowy, ols torfowcowy oraz zarośla z kruszyną pospolitą. W drzewostanach tych zbiorowisk panują sosna, świerk i olcha czarna.
Biocenozę rezerwatu tworzy 86 gatunków roślin naczyniowych, 19 gatunków wątrobowców, 69 gatunków mchów oraz 19 gatunków porostów. W runie dominują torfowce i mchy.
Rośliny prawnie chronione, występujące na terenie rezerwatu:
- rosiczka okrągłolistna,
- storczyk szerokolistny,
- kruszyna pospolita,
- bagno zwyczajne.

Występują tu również rośliny rzadkie:
- bagnica torfowa,
- wełnianka pochwowata,
- wełnianka wąskolistna,
- modrzewnica zwyczajna,
- przygiełka blada,
- żurawina błotna,
- czermień błotna.

Skraj torfowiska otacza bór sosnowy; rosnące tu sosny są niskie, mają powykręcane pnie, wiele z nich jest martwych.

## Fauna
Fauna rezerwatu jest słabo zbadana. W trakcie cząstkowych obserwacji ornitologicznych w połowie lat 90. XX w. na terenie rezerwatu zanotowano występowanie 25 gatunków ptaków, w tym m.in. kruka, bekasa kszyka i skowronka borowego.

## Cel ochrony
Celem ochrony w rezerwacie jest zachowanie ze względów naukowych, dydaktycznych i krajobrazowych, torfowisk śródleśnych wraz z fragmentami boru bagiennego i boru wilgotnego.